# 王二虎
王二虎（1958年11月—），汉族，籍贯台灣桃园，中华人民共和国政治人物，第十一届、第十二届、第十三届全国政协委员，陕西省政协副秘书长、第十二届副主席，中国共产党党员。
身为国军军人的父亲在台湾光复后赴台，与桃园的母亲成婚。1948年，父亲调回大陆，母亲同返。1976年时，王二虎为渭南市辛市公社知青，1980年起蓝田县农业银行任职。1984年起，历任陕西省台湾同胞联谊会干部、陕西省台湾同胞联谊会秘书长、台盟陕西省委会办公室主任等职，后担任台盟中央委员、陕西省专职副主委、陕西省台联副会长。2008年，当选第十一届全国政协委员，代表中华全国台湾同胞联谊会，分入第二十四组。
2011年7月至2012年7月间，挂职上海市政府侨务办公室副主任。2018年1月，当选第十三届全国政协委员、陕西省政协副主席。